# Ветлицы
Ветлицы — деревня в Ярцевском районе Смоленской области России. Входит в состав Миропольского сельского поселения. Население — 1 житель (2007 год). 
Расположена в северной части области в 31 км к северо-востоку от Ярцева, в 28 км севернее автодороги М1 «Беларусь», на берегу реки Вопь. В 29 км южнее деревни расположена железнодорожная станция Свищёво на линии Москва — Минск. 

## История
В годы Великой Отечественной войны деревня была оккупирована гитлеровскими войсками в июле 1941 года, освобождена в сентябре 1943 года.